# X-15 Flight 90
El Flight 90 del North American X-15 va ser un vol de proves realitzat per la NASA i la Força Aèria dels Estats Units en 1963. Va ser la primera de dues missions del X-15 que va arribar a l'espai, juntament amb el Flight 91 el mes següent. El X-15 va ser pilotat per Joseph A. Walker, que va volar en ambdós vols espacials del X-15.

## Tripulació
| Posició | Astronauta                           | Astronauta                           |
| ------- | ------------------------------------ | ------------------------------------ |
| Pilot   | Joseph A. Walker Primer vol espacial | Joseph A. Walker Primer vol espacial |

## Paràmetres de la missió
- Massa: 15.195 kg alimentat; 6.577 kg cremat; 6.260 kg aterrat
- Altitud màxima: 106,01 km
- Abast: 534 km
- Temps d'ignició: 84.6 segons
- Mach: 5.50
- Vehicle de llançament: NB-52B Bomber #008